# Cardenal caranegre
El cardenal caranegre (Caryothraustes poliogaster) és un ocell centroamericana pertanyent a la família dels cardinàlids.

## Descripció
De 16 a 20 cm de longitud, els adults es caracteritzen per tenir la cara i la gola negres, mentre que el front, clatell i pit són daurats, formant una espècie de caputxa que envolta la cara.

## Distribució
Es distribueix des de les selves del sud de Mèxic (Veracruz, Oaxaca, Tabasco, Chiapas i sud de la península de Yucatán) a través de la major part de Centreamèrica, fins a l'oest de Panamà. Les femelles ponen tres ous amb taques marrons. la temporada reproductiva dura d'abril a juny. S'alimenta d'insectes, fruits, llavors i nèctar.